# Jaroslav Čvančara
Jaroslav Čvančara (* 20. listopadu 1948 Praha) je český spisovatel, publicista, autor literatury faktu, pedagog, badatel se zaměřením na československý odboj za druhé světové války a hudebník – hráč na banjo, kapelník countryové hudební skupiny Taxmeni.
Jaroslav Čvančara se nejprve vyučil lakýrníkem a písmomalířem, později vystudoval pedagogickou školu a střední školu technickou. Během svého života vystřídal řadu povolání – lodník Pražské paroplavební společnosti, kotelník, lakýrník autokarosérií, propagační pracovník, pedagog a badatel-historik.
Jde o předního českého badatele, který se dlouhodobě věnuje problematice atentátu na Reinharda Heydricha a souvisejícím otázkám (český protinacistický odboj, heydrichiáda, vyhlazení Lidic, operace Anthropoid apod.). Na toto téma vydal mimo jiné unikátní obrazovou publikaci o Heydrichovi, obrazovou trilogii na téma čs. odboje a některé další publikace. Působí jako odborný poradce, je spoluautorem při tvorbě několika dokumentárních televizních, rozhlasových pořadů, filmů a výstav.
Několik let působil jako badatel v odboru zkoumání totalitních režimů ÚSTR, kde spolupracoval na výzkumném projektu Československý domácí a zahraniční odboj a nacistická okupační moc.

## Stručný životopis
Rod Jaroslava Čvančary pochází původně ze středního Polabí. Čvančarovi rodiče a blízcí příbuzní patřili k průkopníkům české kinematografie. V letech 1939 až 1940 vlastnili unikátní filmový archiv, který jim byl nacisty zabaven. V době heydrichiády byli někteří členové rodiny popraveni. Někteří byli perzekvováni. I přes nepříznivé společenské ovzduší protektorátu ukrývali jeho rodiče a strýc větší množství historicky cenných filmových dokumentů. V padesátých letech dvacátého století byla rodina opět vystavena nepřízni a tlaku totalitního režimu.
Jaroslav se již od mládí zajímal o historii a to především o moderní evropské a československé dějiny především v době druhé světové války. Jako badatel-historik shromáždil značné množství dokumentárních materiálů, unikátních fotografií jakož i filmů. Po sametové revoluci, kdy byly zpřístupněny některé archivy (do té doby nepřístupné) pokračoval ve skládání a doplňování faktografické mozaiky, jejíž kostru již měl hotovu z předešlých terénních průzkumů. V desítkách článků v odborných časopisech pak publikoval průběžně svoje badatelské výstupy. V tuzemsku i zahraničí vzbudila pozornost především v roce 1991 vydaná fotograficko-dokumentární publikace "Akce atentát".
Neméně zajímavá je i jeho knižní trilogie "Někomu život, někomu smrt" (1997–2008), která patří mezi stále žádané (a těžko dostupné) a reprezentativní (křídový papír, velký formát tisku) publikace. Postupně vycházejí její přepracovaná a značné rozšířená vydání: v roce 2022 vyšel v Ottově nakladatelství první díl věnovaný rokům 1939–1941 a v březnu roku 2025 vydalo Centrum české historie druhý díl, který se na rozdíl od původního vydání věnuje pouze roku 1942.

## Ocenění
Prezident republiky udělil roku 2022 Medaili Za zásluhy I. stupně panu Jaroslavu Čvančarovi za zásluhy o stát v oblasti školství a kultury. Jako bývalý člen skautského oddílu Foglarovy Dvojky s přezdívkou Jáček, spoluorganizoval velkou výstavu u příležitosti devadesátin Jaroslava Foglara a Jana Fischera. Od skautské organizace Junák byl vyznamenán Medailí skautské vděčnosti. Je nositelem ceny Asociace nositelů legionářských tradic Český patriot. V roce 2017 obdržel cenu Miroslava Ivanova Klubu autorů literatury faktu za knihu Pravomil Raichl, život na hranici smrti. Za trvalý přínos v oblasti literatury faktu získal na Slovensku cenu Vojtěcha Zamarovského.
Dne 20. září 2022 obdržel Jaroslav Čvančara čestné občanství Prahy 8.
- Medaile Za zásluhy 1. stupeň (2022) [4]
- Medaile skautské vděčnosti [5]
- Cena Český patriot (2010)[6]
- Cena Miroslava Ivanova (2017)[7]
- Cena Vojtěcha Zamarovského (2017)[8]
- Čestné občanství Prahy 8[9]

### Monografie
- Akce atentát. Magnet-Press, Praha 1991, 126 s. ISBN 80-85110-77-6.
- Někomu život, někomu smrt. Československý odboj a nacistická okupační moc. 3 díly (1939–1941; 1941–1943; 1943–1945), Laguna, Praha 1997 (2. díl.), Laguna, Praha 2003 (1. díl.), Laguna, Praha 2008 (3. díl.), 351 s.; 253 s., 415 s.
- Ráje a pekla Otakara Batličky. Příběhy statečných. Lepres, 2003, s. 217–229.
- Heydrich. Praha: Gallery, 2004, 326 s. ISBN 80-86010-87-2.
- JELÍNEK, Zdeněk. Operace Silver A. 2. rozšířené a aktualizované vyd. Úvod a obrazová příloha Jaroslav Čvančara. Praha: Scriptorium, 2010. ISBN 978-80-87271-28-5.
- KOTYK, Jiří. Hana a Václav Krupkovi pod koly dějin. Doslov – ČVANČARA, Jaroslav: Jak jsem je poznal. Evropské vydavatelství, 2011.
- Heydrich. Praha: Gallery, 2011. doplněné vydání. ISBN 978-80-86990-97-2.
- ČVANČARA, Miroslav a ČVANČARA, Jaroslav. Zaniklý svět stříbrných pláten. Po stopách pražských biografů. Academia, Praha 2011, 650 s. ISBN 978-80-200-1969-1
- ČVANČARA, Jaroslav. Anthropoid: příběh československých vlastenců. Centrum české historie, Praha 2016. (ISBN 978-80-88162-08-7)
- ČVANČARA, Jaroslav a MAREK, Jindřich. Vyhnání Čechů z pohraničí v roce 1938. Praha: Toužimský a Moravec, 2018. ISBN 978-80-7264-189-5.
- ČVANČARA, Jaroslav a ČVANČARA, Miroslav. Městská část Praha 3 v proměnách času, Praha: 2019
- ČVANČARA, Jaroslav. Anthropoid: příběh československých vlastenců. Centrum české historie, Praha 2021. Doplněné vydání. ISBN 978-80-88162-22-3.
- Někomu život, někomu smrt. Československý odboj a nacistická okupační moc 1939–1941. Praha: Ottovo nakladatelství, 2022. ISBN 978-80-7451-871-3.
- Někomu život, někomu smrt. Československý odboj a nacistická okupační moc 1942. Praha: Centrum české historie a Oblastní muzeum Praha-východ, 2025. ISBN 978-80-88162-24-7.

### Studie v odborných periodikách a sbornících
- BAUER, Zdeněk; ČVANČARA, Jaroslav. „Bylo to tam tak čarovně krásné“. Paměť a dějiny. 2022, čís. 01, s. 16–26. Dostupné online. ISSN 1802-8241.
- Prezident Edvard Beneš okem kamery. In: Paměť a dějiny, 3/2011, s. 31–41.
- My sloužíme svému národu. Anabáze Ctirada a Josefa Mašínových a Milana Paumera v US Army. In: Paměť a dějiny, 1/2011, s. 100–117.
- Jaroslav Čvančara, Jaroslav Hazdra, Zdeněk Vajskebr, Jan: Naší ctí je věrnost. Konec druhé světové války v Evropě aneb Anabáze tří šlechticů v květnu 1945. In: Paměť a dějiny, 2/2010, s. 4–22.
- Z jeviště na popraviště. Příběh herečky Anny Čalounové-Letenské. In: Paměť a dějiny, 2/2009, s. 101–115.
- Jaroslav Čvančara, Uhlíř, Jan Boris: Chlebíčková aféra. Poslední odbojový čin ministerského předsedy Aloise Eliáše. In: Historie a vojenství, r. 55/2006, č. 4, s. 37–48.

### Popularizační články, rozhovory
- ČVANČARA, Jaroslav: Kněz, který po atentátu ukrýval parašutisty. Lidové noviny, ročník 15, číslo 120, strana 6, 24. 5. 2002
- DOBIÁŠ, Jan: Jaroslav Čvančara. Čert na koze, 9. 12. 2008
- TAUSSIG, Pavel: Vzkaz Jaroslava Čvančary. Česká televize (ČT), 2010.[11]
- POŠÍVAL, Zdeněk: Dvě řádky stop, Pozitivní noviny, 29. 11. 2010.[12]
- BENEŠOVÁ, Hana: Nacisty zaskočila odvaha. Reflex, číslo 21, strany 28 – 39, 26. 5. 2011.
- ŘEBOUN, Ota: Atentát na Heydricha – Konečně vyjde úřední zpráva. Literární noviny, ročník XXII, strany 14 – 15, 26. 5. 2011.
- KNOTEK, Jiří: Selhala zbraň ... nebo člověk? Zbraně & náboje, číslo 9/2011, strany 47 – 51.

### Výstavy
- Po stopách Rychlých šípů (u příležitosti 90. narozenin Jaroslava Foglara a Jana Fischera, společně s Jiřím Stegbauerem. Archiv hlavního města Prahy, Muzeum hlavního města Prahy, 1997.
- Česká společnost od Mnichova k válce (výstava k 70. výročí nacistické okupace) Společně se Zdeňkem Hazdrou, Lukášem Vlčkem, Ladislavem Kudrnou, Stanislavou Vodičkovou a Jaroslavem Rokovským. Ústav pro studium totalitních režimů, Praha 2009.
- 2009 Spolupráce při budování Památníku Operaci Anthropoid v Praze-Libni
- 2011 Spolupráce na instalaci památníku 294 obětí heydrichiády na nádvoří chrámu Cyrila a Metoděje v Resslově ulici

### Odborná spolupráce na audiovizuálních dílech
- Česká televize: Neznámí hrdinové
- Česká televize: Historie.cs
- Česká televize: Heydrich – konečné řešení – také jako účinkující
- Šil jsem u Kubiše
- Český rozhlas: spolupráce v rámci vzpomínek či výročí na osobnosti druhého odboje

#### Hrané filmy – poradce
- Obsluhoval jsem anglického krále
- Protektor